# Kanton Plouaret
Plouaret is een voormalig kanton van het Franse departement Côtes-d'Armor. Het kanton maakte deel uit van het arrondissement Lannion. Het kanton werd opgeheven bij decreet van 13 februari 2014 met uitwerking op 22 maart 2015.

## Gemeenten
Het kanton Plouaret omvatte de volgende gemeenten:
- Loguivy-Plougras
- Plouaret (hoofdplaats)
- Plougras
- Plounérin
- Plounévez-Moëdec
- Pluzunet
- Tonquédec
- Trégrom
- Le Vieux-Marché